# Соямаа
Со́ямаа (ест. Sojamaa küla) — село в Естонії, у волості Тарту повіту Тартумаа.

## Населення
Чисельність населення на 31 грудня 2011 року становила 116 осіб.